# Ислам в Египте
Ислам является доминирующей религией в Египте (арабский: مصر, латинизированный: MiṣR), которую, по оценкам, исповедуют 90,3 % населения. Почти все мусульмане Египта — сунниты, с небольшим меньшинством шиитов. Ислам в Египте признан государственной религией с 1980 года. По официальным данным, число христиан в этой стране оценивается в 10 % от общей численности населения, что составляет примерно восемь миллионов человек. Христианская община в Египте сегодня является самой значительной на Ближнем Востоке. Абсолютное большинство христиан принадлежит к Коптской православной церкви.
До вторжения Наполеона в 1798 году почти все вопросы образования, права, здравоохранения и социального обеспечения Египта находились в руках религиозных функционеров. Османское правление усилило общественную и политическую роль улемов (религиозных ученых). Благодаря османам, ислам ещё больше укрепил свои позиции в Египте, где во времена Мамлюкского султаната ислам уже стал государственной религией. В течение 19-го и 20-го веков сменявшие друг друга правительства прилагали значительные усилия, чтобы ограничить роль улемов в общественной жизни и поставить религиозные институты под более строгий государственный контроль.
После Египетской революции 1952 года правительство взяло на себя ответственность за назначение должностных лиц в мечети и религиозные школы. Правительство санкционировало реформу университета Аль-Азхар, начиная с 1961 года. Эти реформы позволили привлечь глав департаментов не из числа традиционно обученных ортодоксальных улемов.
Ислам в Египте — это мощная религиозно-идеологическая структура, оказывающая на египетское общество несравнимо большое влияние. Он представлен двумя основными течениями: суннизмом и шиизмом. Преобладающими по численности из которых являются сунниты. Однако, помимо главных направлений ислама, в Египте присутствуют и суфийские ордены, такие как рифаийа и кадирийа.
Как и во всем мусульманском мире, в Египте шариат также является основой мусульманского права, морально-этических и религиозных норм. Однако, особенностью египетского шариата можно назвать смягчение некоторых его норм в попытке сближения с действующем законодательством страны и приобретение шариатом определённого налета светскости. Самый яркий пример тому — отказ от применения жестокого наказания за воровство в виде лишения руки.